# Le Corbeau et le Renard (court métrage)
Pour l’article homonyme, voir Le Corbeau et le Renard.
Pour plus de détails, voir Fiche technique et Distribution.
Le Corbeau et le Renard est un court métrage d'animation réalisé en 1969 par Francine Desbiens, Pierre Hébert, Yves Leduc et Michèle Pauzé.

## Synopsis
Dans cette parodie amusante de la fable de La Fontaine, le narrateur peine à raconter son histoire et se moque gentiment de la différence d'accent entre les Québécois et les Français.

## Contexte de réalisation
Comptant parmi les quatre artisans du film, Francine Desbiens se souvient que celui-ci trouve son origine dans une blague, inspirée par la fable de La Fontaine, racontée par Yves Leduc à ses trois collègues lors d'une activité sociale des employés de l'Office national du film du Canada. Les quatre complices ont alors profité d'un long weekend pour tourner de manière clandestine une première version du film, en 16 mm. Celle-ci, malgré sa faible qualité technique, a suscité l'enthousiasme de plusieurs personnes, dont Gérald Godin qui a encouragé les cinéastes à tourner une nouvelle version. Elle a donc été officiellement produite, par l'ONF. Le tournage, en 35 mm, a été bouclé en moins d'une semaine.

## Fiche technique
- Titre original : Le Corbeau et le Renard
- Réalisation : Francine Desbiens, Pierre Hébert, Yves Leduc, Michèle Pauzé
- Producteur : René Jodoin
- Société de production : Office national du film du Canada
- Pays d'origine :  Canada
- Genre : animation
- Technique utilisée : éléments de papier découpé[3]
- Durée : 2 minutes 45 secondes